# Alexander Dalgarno
Alexander Dalgarno (Londres, 5 de janeiro de 1928 – 9 de abril de 2015) foi um físico britânico.
Foi professor da cátedra Phillips de astronomia da Universidade Harvard.